# Vasile Suciu
Vasile Suciu (Copăcel, 13 gennaio 1873 – Blaj, 25 gennaio 1935) è stato un arcivescovo cattolico rumeno, arcieparca metropolita di Făgăraș e Alba Iulia dei rumeni dal 1919 fino alla sua morte.

## Biografia
Iniziò la sua formazione a Copăcel, Făgăraș e Blaj e completò gli studi nel Pontificio collegio greco di Sant'Atanasio a Roma. Fu professore di teologia a Blaj e pubblicò un manuale di teologia dogmatica in quattro volumi.
Fu nominato vicario capitolare di Făgăraș nel 1918; presidente del consiglio nazionale di Blaj, preparò la riunione di Alba Iulia che, il 1º dicembre 1918, proclamò l'unione con la Romania di Transilvania, Banato, Crișana e Maramureș.
Fu eletto arcivescovo metropolita di Făgăraș e Alba Iulia nel 1919 e consacrato nel 1920. Cominciò subito a istituire scuole e nel 1921 fondò le Suore della Madre di Dio a cui affidò le scuole femminili di Blaj.
Il suo progetto era quello di creare la Chiesa cattolica romena di rito orientale e, a tale scopo, favorì la diffusione in Romania degli Agostiniani dell'Assunzione.
Sotto il suo episcopato si svolsero le trattative che portarono, nel 1927, alla stipula del concordato tra Romania e Santa Sede (ratificato nel 1929).

## Genealogia episcopale e successione apostolica
La genealogia episcopale è:
- Patriarca Geremia II Tranos
- Arcivescovo Michal Rahoza
- Arcivescovo Hipacy Pociej
- Arcivescovo Iosif Rucki
- Arcivescovo Antin Selava
- Arcivescovo Havryil Kolenda
- Arcivescovo Kyprian Žochovs'kyj
- Arcivescovo Lev Zaleski
- Arcivescovo Jurij Vynnyc'kyj
- Arcivescovo Luka Lev Kiszka
- Vescovo György Bizánczy
- Vescovo Inocențiu Micu-Klein, O.S.B.M.
- Vescovo Mihály Emánuel Olsavszky, O.S.B.M.
- Vescovo Vasilije Božičković, O.S.B.M.
- Vescovo Grigore Maior, O.S.B.M.
- Vescovo Ioan Bob
- Vescovo Samuel Vulcan
- Vescovo Ioan Lemeni
- Vescovo Vasile Erdély
- Arcivescovo Alexandru Şterca Şuluţiu de Kerpenyes
- Vescovo Iosif Papp-Szilágyi
- Arcivescovo Ioan Vancea
- Arcivescovo Victor Mihaly de Apşa
- Vescovo Demetriu Radu
- Arcivescovo Vasile Suciu

La successione apostolica è:
- Arcivescovo Alexandru Nicolescu (1922)
- Vescovo Alexandru Rusu (1931)